# Pallissa de Can Bosch
La Pallissa de Can Bosch és una obra de Sant Martí de Llémena (Gironès) inclosa a l'Inventari del Patrimoni Arquitectònic de Catalunya.
És un edifici pertanyent a la masia Bosch, que està molt modificada i abandonada, en mal estat. La pallissa està situada a l'entrada del conjunt. És de planta rectangular, de parets de pedra volcànica, teulat a dues aigües i carener perpendicular a la façana. El cairat de fusta de la coberta està suportat per un peu dret de fusta.